# Ulrichskirchen-Schleinbach
Ulrichskirchen-Schleinbach é um município da Áustria localizado no distrito de Mistelbach, no estado de Baixa Áustria.